# Peter Diamandis
Peter H. Diamandis  (né le 20 mai 1961 à New York) est un ingénieur, médecin et entrepreneur gréco-américain .

## Carrière
Il est  le fondateur et président de la Fondation X Prize, et cofondateur et président exécutif de la Singularity University.
Il est l'ancien PDG et cofondateur de Zero Gravity Corporation, cofondateur et vice président de Space Adventures Ltd., fondateur et président de Rocket Racing League, cofondateur d'International Space University, cofondateur de Planetary Resources, fondateur  Students for the Exploration and Development of Space, et vice-président & cofondateur de Human Longevity, Inc.
Il est engagé dans le mouvement transhumaniste. Il participe à la quatrième conférence internationale au Vatican "Unite to Cure" qui a pour but de mettre en place une conversation sur l'avenir de la médecine.

## Citations
- «Je suis très inquiet. Un jour, les leaders politiques vont se réveiller et ce sera trop tard. Il faut les devancer. Je crois bien plus au pouvoir des entrepreneurs qu’à celui des hommes politiques, et même de la politique tout court.»[6]
- «Your biggest problems are your biggest opportunities.»

## Ouvrages
- (en) Peter Diamandis et Steven Kotler, Abundance : The Future Is Better Than You Think, Free Press, 2012, 386 p. (ISBN 978-1-4516-1421-3, lire en ligne)
- (en) Peter Diamandis et Steven Kotler, Bold : How to Go Big, Create Wealth and Impact the World, Simon & Schuster, 2015, 336 p. (ISBN 978-1-4767-0956-7, lire en ligne)

## Présidences et coprésidences
- Fondation X Prize[7]
- Planetary Resources, Inc[8]
- Singularity University[9]
- International Space University[10],[11],[12]
- Space Adventures, Ltd[13]
- Intelius[14]
- Rocket Racing League[15]
- Cogswell Polytechnical College[16]
- Human Longevity Inc[17]
- Hyperloop Technologies[18]

## Prix et récompenses
- 2006, Heinlein Prize for Advances in Space Commercialization[19],[20]
- 2007, Sir Arthur Clarke Award for Innovation[21]
- 2010, Robert A. Heinlein Memorial Award